# Ла-Пайн (Орегон)
Ла-Пайн (англ. La Pine) — місто (англ. city) в США, в окрузі Дешутс штату Орегон. Населення — 2512 особи (2020).

## Географія
Ла-Пайн розташована за координатами 43°41′11″ пн. ш. 121°29′8″ зх. д. / 43.68639° пн. ш. 121.48556° зх. д. (43.686514, -121.485596).  За даними Бюро перепису населення США в 2010 році місто мало площу 18,08 км², уся площа — суходіл.

## Демографія
Згідно з переписом 2010 року, у місті мешкали 1653 особи в 698 домогосподарствах у складі 412 родин. Густота населення становила 91 особа/км².  Було 942 помешкання (52/км²).
Расовий склад населення:
| - 93,5 % — білих - 1,1 % — корінних американців - 0,2 % — чорних або афроамериканців - 0,2 % — азіатів - 0,1 % — вихідців з тихоокеанських островів - 1,8 % — осіб інших рас |

До двох чи більше рас належало 3,0 %. Частка іспаномовних становила 5,8 % від усіх жителів.
За віковим діапазоном населення розподілялося таким чином: 22,4 % — особи молодші 18 років, 59,8 % — особи у віці 18—64 років, 17,8 % — особи у віці 65 років та старші. Медіана віку мешканця становила 43,6 року. На 100 осіб жіночої статі у місті припадало 93,8 чоловіків;  на 100 жінок у віці від 18 років та старших — 91,9 чоловіків також старших 18 років.
Середній дохід на одне домашнє господарство  становив 42 832 долари США (медіана — 30 842), а середній дохід на одну сім'ю — 50 050 доларів (медіана — 38 646). Медіана доходів становила 30 909 доларів для чоловіків та 28 125 доларів для жінок. За межею бідності перебувало 23,0 % осіб, у тому числі 29,6 % дітей у віці до 18 років та 28,8 % осіб у віці 65 років та старших.
Цивільне працевлаштоване населення становило 613 особи. Основні галузі зайнятості: мистецтво, розваги та відпочинок — 21,5 %, роздрібна торгівля — 19,9 %, освіта, охорона здоров'я та соціальна допомога — 12,1 %, виробництво — 9,8 %.